# Elixir Aircraft Elixir
Elixir Aircraft Elixir je dvosedežno šolsko enomotorno letalo francoskega proizvajalca Elixir, certificirano po EASA CS-23 (za EU) za VFR, IFR, NVFR in nočni IFR. Je eno izmed prvih dvosedežnih letal zasnovanih po letu 1986, ki ustreza strogim plovnostnim zahtevam CS-23.  Večjega uspeha letalo še ni doživelo, saj do serijske proizvodnje v letu 2024 še ni prišlo zaradi težav pri naročilih, tudi max vzletna teža zaradi špekulacij ni znana javnosti. Namenjen je za: osnovno šolanje pilotov, nočno šolanje, inštrumentalno šolanje in za nabiranje naleta bodočih poklicnih pilotov oz. inštruktorjev letenja ter za športno letenje aeroklubov. 
Letalo je bilo napovedano na pariškem letalskem sejmu 2015.  Prototip je bil javno razkrit na letalskem sejmu leta 2017.  Elixir je svoj prvi polet opravil 31. avgusta 2017 in ima certifikat CS-23 od 20. marca 2020.  Pdobno letalo je Tecnam P Mentor.